# Synagogenbezirk Groß Wartenberg
Der Synagogenbezirk Groß Wartenberg mit Sitz in Groß Wartenberg, heute eine Stadt in der polnischen Woiwodschaft Niederschlesien, wurde nach dem Preußischen Judengesetz von 1847 geschaffen. 
Der Synagogenbezirk umfasste Mitte des 19. Jahrhunderts neben Groß Wartenberg auch die Orte Bralin, Festenberg und Neumittelwalde.